# OS (Automarke)
OS war eine japanische Automarke.

## Markengeschichte
Die Marke wurde 1939 auf dem japanischen Markt eingeführt. Hersteller war Osaka Vehicle Manufacturing aus Osaka. Im Angebot standen Automobile. 1940 endete die Produktion.

## Fahrzeuge
Alle Fahrzeuge waren Elektroautos. Es waren zweitürige Limousinen. Der Radstand betrug 163 cm und die Fahrzeuglänge 280 cm.